# Gilbert Audin
Pour les articles homonymes, voir Audin.
Gilbert Audin est un bassoniste et pédagogue français né en 1956.

## Biographie
Gilbert Audin est né le 7 juin 1956, à Nîmes. Fils de deux professeurs au Lycée Daudet de Nîmes, il commence ses études musicales à Nîmes avant d’entrer au Conservatoire de Paris dans la classe de Maurice Allard. 
Il est lauréat de plusieurs concours internationaux de musique, 2e prix en 1974 puis 1er prix en 1980 du Concours international d'exécution musicale de Genève, 3e prix du Concours international de musique de l'ARD en 1975, vainqueur du Concours international d'instruments à vent de Toulon (qui a existé entre 1976 et 1996) en 1982.
Premier basson solo de l'orchestre de l'Opéra national de Paris, membre de l'ensemble instrumental Les Vents français en compagnie d'Emmanuel Pahud, François Leleux, Paul Meyer et Éric Le Sage, Gilbert Audin est professeur de basson français au Conservatoire à rayonnement régional de Paris et au Conservatoire national supérieur de musique et de danse de Paris, poste qu'il occupe à la suite de son maître Maurice Allard depuis 1988. À ce titre, il est le formateur de toute une génération de bassonistes français.
Il est marié à la pianiste Annie Audin, sa fidèle accompagnatrice au piano durant toute sa carrière. Il est le frère du violoncelliste Jean-Philippe Audin. 